# استنلی (فیلم ۱۹۹۹)
«استنلی» (انگلیسی: Stanley) یک فیلم است به سوزی تمپلتون که در سال ۱۹۹۹ منتشر شد.